# Micratopus aenescens
Micratopus aenescens är en skalbaggsart som beskrevs av Leconte 1848. Micratopus aenescens ingår i släktet Micratopus och familjen jordlöpare. Inga underarter finns listade i Catalogue of Life.